# 17031 Пайтхат
17031 Пайтхат (17031 Piethut) — астероїд головного поясу, відкритий 22 березня 1999 року.
Тіссеранів параметр щодо Юпітера — 3,509.